# 奈良市美術館
奈良市 美術館（ならし びじゅつかん）は、奈良市の商業施設ミ・ナーラ内にある市立美術館。
前身は1989年10月2日に開業し、2000年末まで財団法人 奈良そごう美術館が運営していた「奈良そごう美術館」。

## 概要
2003年（平成15年）10月2日、同年7月に開業したイトーヨーカドー奈良店の5階に入居テナントとして開館。
指定管理者として「奈良市総合財団」が選任されている。
美術館が設置された区画は、1989年10月2日から2000年12月31日まで株式会社 奈良そごうによって運営されていた百貨店「奈良そごう」5階の奈良そごう美術館として使われていたもので、関東地方には姉妹館も存在した。
奈良市美術館となってからは常設の所蔵品を置かず、年に数回開催される企画展以外は基本的に市民ギャラリーとして開放されている。
2018年4月には観光型商業施設「ミ・ナーラ」のテナントして運営を再開した。

## 主な企画展
- 奈良市美術家展
- 市展「なら」

## 所在地
- 奈良県奈良市二条大路南1-3-1